# Frances Ames
Frances Rix Ames (* 20. April 1920 in Pretoria; † 11. November 2002 in Kapstadt) war eine südafrikanische Neurologin, Psychiaterin und Menschenrechtlerin. Sie wurde der Öffentlichkeit bekannt als Leiterin der medizinethischen Untersuchung, die die Umstände von Steve Bikos Tod beleuchten sollte. Der Bürgerrechtler Biko war wegen unterlassener ärztlicher Versorgung gestorben, nachdem er auf einer Polizeistation gefoltert worden war. Der südafrikanische medizinisch-zahnmedizinische Rat (SAMDC) hatte sich geweigert, den leitenden Bezirksarzt und seinen Assistenten, die Biko behandelt hatten, zur Verantwortung zu ziehen. Frances Ames und fünf Mitstreiter sammelten Gelder und kämpften acht Jahre gegen das medizinische Establishment in Südafrika. Ames setzte dabei ihre persönliche Sicherheit und ihre Karriere aufs Spiel. Der Fall wurde schließlich am südafrikanischen Obersten Gericht verhandelt und 1985 zugunsten von Ames entschieden.

## Jugend
Frances Ames wurde am 20. April 1920 als zweite von drei Töchtern von Georgina und Frank Ames in der Militärbasis Roberts Heights (heute Thaba Tshwane) in Pretoria geboren. Sie wuchs in Armut auf. Ihre Großmutter war im Zweiten Burenkrieg Krankenschwester gewesen, die Mutter war ebenfalls Krankenschwester geworden. Ihren Vater lernte Ames nie kennen, er hatte die Mutter mit drei Kindern sitzengelassen. Da es die Mutter allein nicht schaffte, angemessen für die Familie zu sorgen, verbrachte Ames einen Teil ihrer Kindheit in einem katholischen Waisenhaus. Dort steckte sie sich einmal mit Typhus an. Später nahm die Mutter die Kinder wieder zu sich und zog mit ihnen nach Kapstadt, wo Frances die Rustenburg Mädchenschule besuchte. Anschließend schrieb sie sich an der Universität Kapstadt ein, wo sie 1942 den Bachelor in Medizin machte.

## Medizinische Laufbahn
Ames machte zunächst in Kapstadt ein Praktikum im Groote Schuur Hospital, studierte Medizin und arbeitete als Allgemeinärztin in der Transkei. 1964 schloss sie als erste Frau in Kapstadt ihr Studium erfolgreich ab. 1976 wurde Ames Leiterin der Neurologie am Groote Schuur Hospital. 1978 wurde sie außerordentliche Professorin. 1985 ging sie in den Ruhestand, aber arbeitete weiterhin in Teilzeit am Valkenberg und am Alexandra Hospital als Dozentin für Psychiatrie und psychische Gesundheit. 1997 wurde sie außerordentliche Professorin der Neurologie an der UCT. 2001 wurde ihr die Ehrendoktorwürde verliehen. Laut Pat Sidley vom British Medical Journal bekam Ames „nie eine reguläre Professur. Das lag ihrer Meinung nach daran, dass sie eine Frau war.“

## Der Tod von Steve Biko
Der südafrikanische Menschenrechtler und ehemalige Medizinstudent Steve Biko war am 18. August 1977 von der Sicherheitspolizei in Port Elizabeth festgenommen worden. Er wurde 20 Tage lang gefangen gehalten. Irgendwann zwischen dem 6. und 7. September wurde Biko so stark geschlagen und misshandelt, dass er in ein Koma fiel. Frances Ames und ihre Mitstreiter vermuteten, dass der leitende Bezirksarzt Benjamin Tucker und der behandelnde Arzt Ivor Lang zusammen mit der Polizei an der Vertuschung der Misshandlungen beteiligt war. Biko erlag seinen Verletzungen am 12. September 1977. Laut einem Bericht im South African Medical Journal aus dem Jahr 2012 „lagen eindeutig ethische Vergehen auf Seiten der verantwortlichen Ärzte vor.“
Das South African Medical and Dental Council (SAMDC; deutsch etwa: „Südafrikanischer Medizinisch-Zahnmedizinische Rat“), unterstützt von der Medical Association of South Africa (MASA, deutsch: „Medizinische Vereinigung Südafrikas“) weigerte sich, die Bezirksärzte im Fall Biko zu maßregeln. Daraufhin legten zwei aus Medizinern bestehende Gruppen förmliche Beschwerden beim SAMDC ein. Der Beschwerdegrund war mangelndes Berufsethos auf Seiten der behandelnden Ärzte. Beide Beschwerdefälle gelangten bis zum südafrikanischen Obersten Gerichtshof. Ziel war es dabei, die SAMDC zu einer förmlichen Untersuchung des medizinethischen Verständnisses von Lang und Tucker zu bewegen. Eine der Beschwerden war von Frances Ames sowie von Trefor Jenkins und Philip Tobias (Witwatersrand-Universität) eingelegt worden. Die zweite Beschwerde kam von Dumisani Mzana, Yosuf Veriava (Coronationville Hospital) und Tim Wilson (Alexandra Health Care). Zudem erhob die Rechtsvertretung der Familie Biko Forderung auf Schadensersatz für die unterlassene Unterstützung bei der Aufklärung des Todesfalles und gegen die beiden Bezirksärzte.
Weil Ames und die anderen Mediziner eine Untersuchung an Mitgliedern ihres eigenen Standes forderten, wurde ihnen Verrat vorgeworfen. Ames bekam berufliche Schwierigkeiten mit ihren Vorgesetzten und einige Kollegen baten sie, die Beschwerde fallenzulassen. Ames erhielt Drohbriefe, ihre Sicherheit war durch das Verfolgen der Beschwerde gefährdet. Die ärztlichen Vereinigungen „schlossen ihre Reihen, um Kollegen zu unterstützen, die gemeinsam mit der Sicherheitspolizei Folter und Tod von Gefangenen vertuscht hatten. Außerdem versuchten sie, andere Mediziner, die sich für Menschenrechte und die Strafverfolgung der Kollegen einsetzten, mundtot zu machen und zu diskreditieren“ – so die Autoren des Buchs An Ambulance of the Wrong Colour: Health Professionals, Human Rights and Ethics in South Africa.
Nach acht Jahren gab der südafrikanische Oberste Gerichtshof der Beschwerde von Ames’ Gruppe statt. Der Fall zwang die Aufsichtsbehörden, ihre Entscheidung zurückzunehmen. Die beiden behandelnden Ärzte im Fall Biko wurden bestraft und größere Reformen im medizinischen Bereich folgten. Laut dem South African Medical Journal spielte der Fall eine wichtige Rolle, um den ärztlichen Berufsstand in Südafrika für medizinethische Themen zu sensibilisieren.
Nach dem Ende der Apartheid im Jahr 1994 sagte Ames vor der Wahrheits- und Versöhnungskommission zu ihrer Arbeit im Fall Biko aus.

## Cannabis-Forschung
1958 forschte Ames zur Wirkung von Cannabis. Sie veröffentlichte ihre Ergebnisse im British Journal of Psychiatry in dem Artikel „A clinical and metabolic study of acute intoxication with Cannabis sativa and its role in the model psychoses“ („Eine klinische und metabolische Studie zum akuten Rausch aufgrund von Cannabis sativa und seiner Bedeutung in zu Versuchszwecken induzierten Psychosen“). Ihre Arbeit wird in der wissenschaftlichen Literatur zum Thema Cannabis häufig zitiert. Sie war eine Gegnerin des War on Drugs. Ames konnte an ihren Patienten im Krankenhaus beobachten, wie Cannabis (in Südafrika als dagga bekannt) die Spasmen von Multiple-Sklerose-Patienten linderte und Querschnittsgelähmten half. So wurde sie zu einer der ersten Befürworterinnen der Legalisierung von Cannabis als Arzneimittel. In den 1990er-Jahren forschte sie weiter zum Thema Cannabis. Zusammen mit David J. Castle vom St Vincent’s Hospital in Melbourne veröffentlichte sie einige Artikel zum Thema Cannabis-induzierte Euphorie und zu den Auswirkungen von Cannabis-Konsum auf das Gehirn.

## Privatleben
Ames war mit dem Journalisten David Castle verheiratet, der für die Cape Times schrieb. Das Paar hatte vier Söhne. 1967 starb Castle unerwartet. Nach seinem Tod war die Haushälterin Rosalina eine große Hilfe beim Bewältigen des Familienalltags. Darüber schrieb Frances Ames in ihrer Autobiografie von 2002, Mothering in an Apartheid Society.

## Tod
Ames litt am Ende ihres Lebens lange an Leukämie. Vor ihrem Tod sagte sie in einem Interview: „Ich mache weiter, bis ich umfalle.“ Sie arbeitete noch bis kurz vor ihrem Tod als Teilzeit-Dozentin am Valkenberg Hospital. Am 11. November 2002 starb sie zuhause in Rondebosch. Greg McCarthy hielt im Namen der Psychiatrischen Abteilung der UCT eine Grabrede. Ames’ Asche wurde gemäß ihrem Wunsch mit Hanfsamen vermischt und außerhalb des Valkenberg Hospitals verstreut.

## Vermächtnis
Der südafrikanische Neurochirurg Colin Froman bezeichnete Ames als eine „große, unorthodoxe Vorkämpferin für den medizinischen Einsatz von Marijuana als Arzneimittel, lange vor dem heutigen Interesse daran“ J.P. van Niekerk vom South African Medical Journal schrieb: „Frances Ames ging mit Überzeugung und gutem Beispiel voran“. Die Geschichte habe ihren Einsatz im Prozess um Steve Bikos Tod als richtig gezeigt.
Dieser Einsatz führte zu umfangreichen medizinischen Reformen in Südafrika. So wurden die medizinischen Vereinigungen aus der Zeit der Apartheid aufgelöst und ersetzt, da sie der ärztlichen Verantwortung nicht gerecht geworden waren. Laut van Niekerk war das „die nachhaltigste Veränderung im südafrikanischen Medizinwesen: Im Falle eines Gewissenskonfliktes wurde die Rolle der Mediziner geklärt. Heute ist dieser Sachverhalt im Verhaltenskodex der South African Medical Association und in den rechtlichen Auslegungen der ärztlichen Pflichten festgelegt.“
Erzbischof Desmond Tutu würdigte sie als „eine der wenigen Ärztinnen und Ärzte, die sich gegen das Apartheid-Regime erhoben und Mediziner zur Rechenschaft zogen, die Menschenrechtsverletzungen zuließen.“
In Anerkennung ihrer Verdienste für die Menschenrechte in Südafrika verlieh der damalige Präsident Nelson Mandela Ames 1999 den Orden Star of South Africa.

## Veröffentlichungen (Auswahl)
- Mothering in an Apartheid Society (2002)